# NGC 6541
NGC 6541 ou Caldwell 78 est un amas globulaire situé dans la constellation de la Couronne australe à environ 24 460 a.l. (7,5 kpc) du Soleil et à 6 850 a.l. (2,1 kpc) du centre de la Voie lactée. Il a été découvert par l'astronome sicilien Niccolò Cacciatore en 1826.

## Caractéristiques

### Vitesse
Selon les mesures les plus récentes réalisées par le satellite Gaia, la vitesse radiale héliocentrique de cet amas est égale à −163,97 ± 0,46 km/s. Harris indique une vitesse semblable, soit −158,7 ± 2,3 km/s.

### Métallicité, masse et âge
Selon une étude publiée en 2011 par J. Boyles et ses collègues, la métallicité de l'amas globulaire NGC 6541 est égale à -1,81 et sa masse est égale à 572 000 {\displaystyle M_{\odot }}. Dans cette même étude, la distance de l'amas est aussi estimée à environ 7,5 kpc (∼24 500 al). L'étude publiée par Santos et ses collègues indique une métallicité de -1,53.
Une métallicité comprise entre -1,81 et -1,53 signifie que la concentration en fer de NGC 6541 est comprise entre à 1,5% et 3,0% de celle du Soleil. Après le Big Bang, l'Univers étant surtout composé d'hydrogène et d'hélium, la métallicité était pratiquement nulle. L'univers s'est progressivement enrichi en métaux (éléments plus lourds que l'hélium) grâce à la synthèse de ceux-ci dans le cœur des étoiles. La métallicité des amas du halo de la Voie lactée varie d'un centième à un dixième de la métallicité solaire, ce qui signifie que ces amas se décomposent en deux sous-groupes, les relativement jeunes et les vieux . Selon sa métallicité, NGC 6541 serait donc un vieil amas relativement pauvre en métaux. Son âge est estimée à 13,3 milliards d'années par Santos.

## Galerie

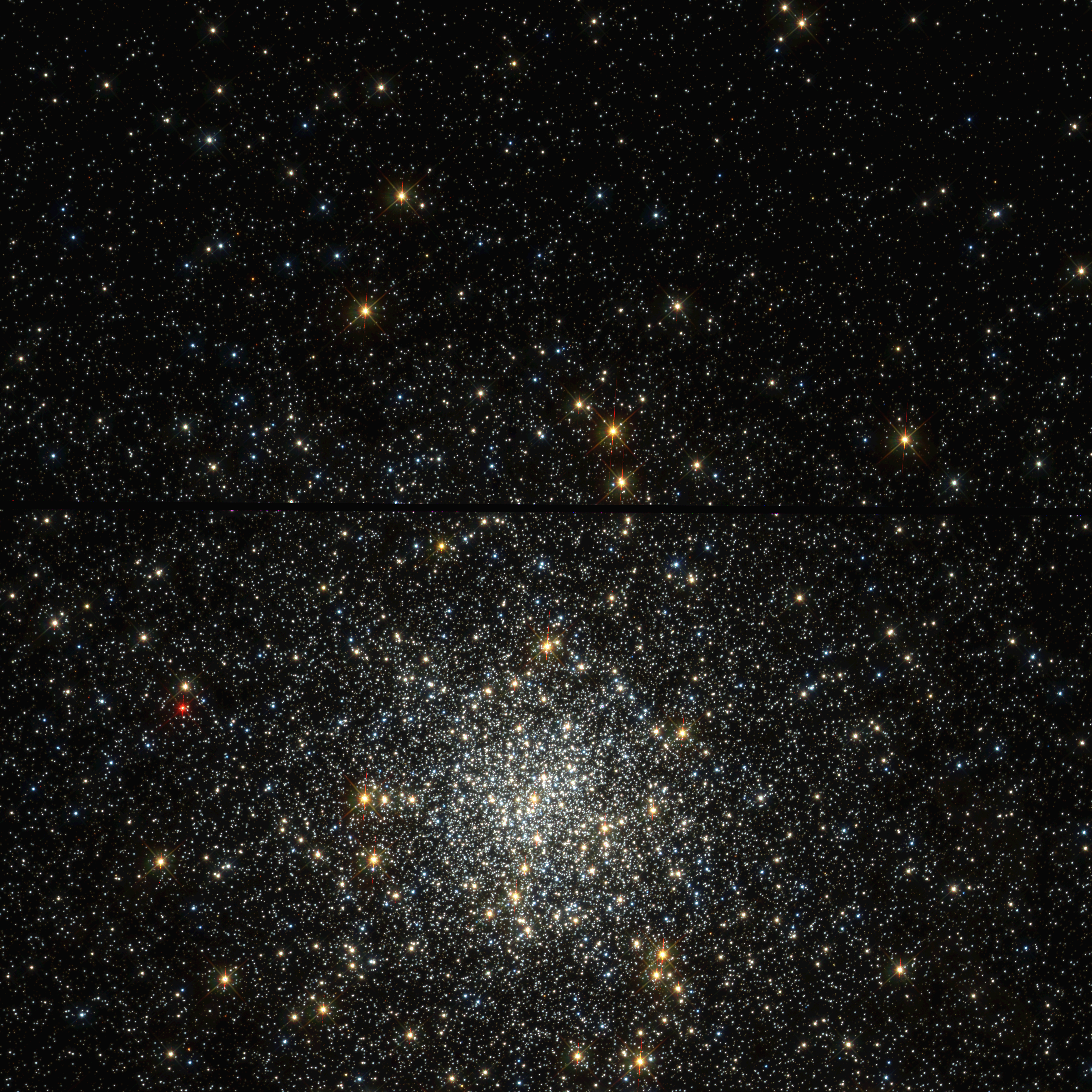
Autre version de NGC 6541 par le télescope spatial Hubble.
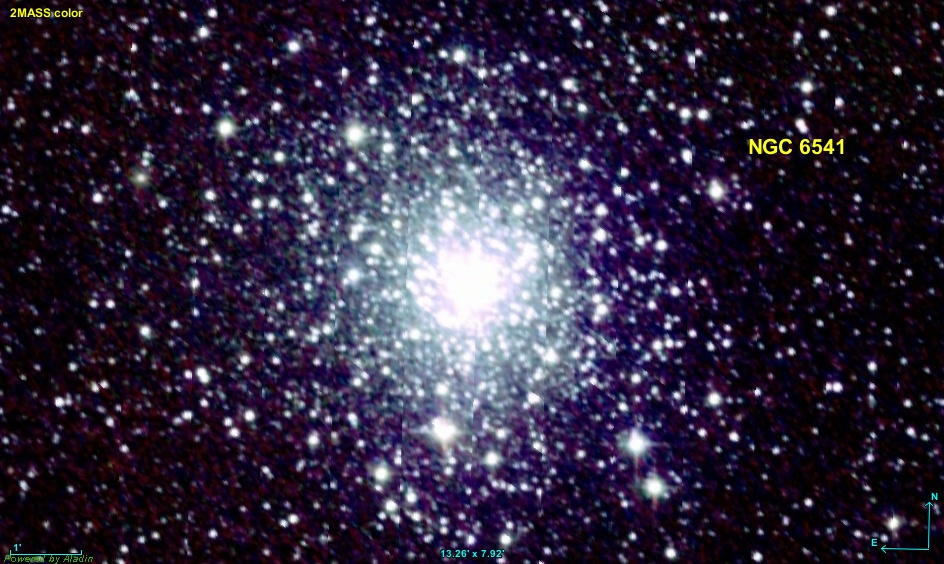
NGC 6541en infrarouge par le relevé 2MASS.
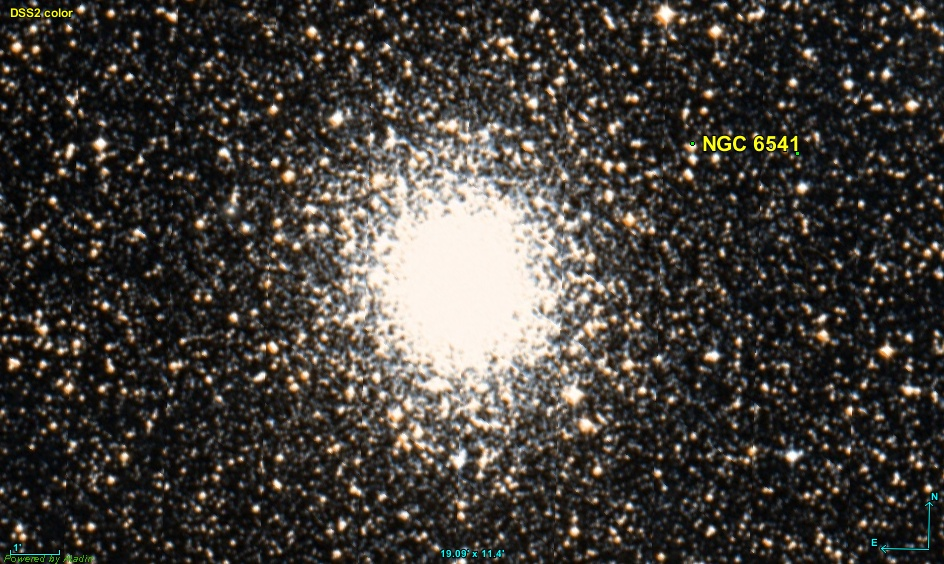
Image en lumière visible par le relevé DSS.